# Mistrovství světa ve fotbale 2014 – skupina D
Skupina D Mistrovství světa ve fotbale 2014 byla jednou z osmi základních skupin tohoto šampionátu. Nalosovány do ní byly celky Uruguaye, Kostariky, Anglie a Itálie. Do osmifinále nepostoupilo ani jedno z dvojice evropských mužstev, slavit mohla Kostarika a Uruguay.

## Týmy
| Pozice při losu (nasazení) | Tým       | Kvalifikován jako                           | Datum zajištění účasti | Pořadí účasti na MS | Poslední účast | Nejlepší umístění                 | Žebříček FIFA | Žebříček FIFA |
| Pozice při losu (nasazení) | Tým       | Kvalifikován jako                           | Datum zajištění účasti | Pořadí účasti na MS | Poslední účast | Nejlepší umístění                 | Říjen 2013    | Červen 2014   |
| -------------------------- | --------- | ------------------------------------------- | ---------------------- | ------------------- | -------------- | --------------------------------- | ------------- | ------------- |
| D1                         | Uruguay   | vítěz mezikontinentální baráže AFC/CONMEBOL | 20. listopadu 2013     | 12.                 | 2010           | Vítězové (1930, 1950)             | 6.            | 7.            |
| D2                         | Kostarika | 2. místo třetí fáze CONCACAF                | 10. září 2013          | 4.                  | 2006           | Osmifinále (1990)                 | 31.           | 28.           |
| D3                         | Anglie    | vítěz skupiny H UEFA                        | 15. října 2013         | 14.                 | 2010           | Vítězové (1966)                   | 10.           | 10.           |
| D4                         | Itálie    | vítěz skupiny B UEFA                        | 10. září 2013          | 18.                 | 2010           | Vítězové (1934, 1938, 1982, 2006) | 9.            | 9.            |

Poznámka: Žebříček z října 2013 byl použit pro určení nasazení při konečném pořadí losování skupin na Mistrovství světa. Žebříček z června 2014 ukazuje aktuální pořadí mužstva ve světovém žebříčku FIFA.

## Tabulka
| Legenda                                                  |
| -------------------------------------------------------- |
| Vítěz skupiny a druhý v pořadí postupující do osmifinále |

| Tým       | Z | V | R | P | VG | IG | +/− | B |
| --------- | - | - | - | - | -- | -- | --- | - |
| Kostarika | 3 | 2 | 1 | 0 | 4  | 1  | +3  | 7 |
| Uruguay   | 3 | 2 | 0 | 1 | 4  | 4  | 0   | 6 |
| Itálie    | 3 | 1 | 0 | 2 | 2  | 3  | −1  | 3 |
| Anglie    | 3 | 0 | 1 | 2 | 2  | 4  | −2  | 1 |

Všechny časy zápasů jsou v SELČ.

## Zápasy

### Uruguay vs Kostarika
Obě mužstva se spolu utkala v předchozích deseti zápasech, naposledy v roce 2009 v baráži o Mistrovství světa 2010, kdy Uruguay zvítězila v prvním zápase a v druhém remizovala a s celkovým skórem 2:1 postoupila na Mistrovství světa ve fotbale 2010.
| 14. června 2014 21:00 |        |                                   |                                                                  |
| Uruguay               | 1 : 3  | Kostarika                         | Estádio Castelão, Fortaleza diváci: 58 579 rozhodčí: Felix Brych |
| Cavani 24' (pen.)     | Zpráva | Campbell 54' Duarte 57' Ureña 84' | Estádio Castelão, Fortaleza diváci: 58 579 rozhodčí: Felix Brych |

| Uruguay | Kostarika |

| BR            | 1  | Fernando Muslera   |       |     |
| PO            | 16 | Maxi Pereira       | 90+4' |     |
| SO            | 2  | Diego Lugano (c)   | 50'   |     |
| SO            | 3  | Diego Godín        |       |     |
| LO            | 22 | Martín Cáceres     | 81'   |     |
| PZ            | 11 | Christian Stuani   |       |     |
| SZ            | 17 | Egidio Arévalo     |       |     |
| SZ            | 5  | Walter Gargano     | 56'   | 60' |
| LZ            | 7  | Cristian Rodríguez |       | 76' |
| SÚ            | 10 | Diego Forlán       |       | 60' |
| SÚ            | 21 | Édinson Cavani     |       |     |
| Nahrazující:  |    |                    |       |     |
| ZÁ            | 14 | Nicolás Lodeiro    |       | 60' |
| ZÁ            | 20 | Álvaro González    |       | 60' |
| ÚT            | 8  | Abel Hernández     |       | 76' |
| Trenér:       |    |                    |       |     |
| Óscar Tabárez |    |                    |       |     |

| BR               | 1  | Keylor Navas       |  |     |
| SO               | 6  | Óscar Duarte       |  |     |
| SO               | 3  | Giancarlo González |  |     |
| SO               | 4  | Michael Umaña      |  |     |
| PKO              | 16 | Cristian Gamboa    |  |     |
| LKO              | 15 | Júnior Díaz        |  |     |
| SZ               | 5  | Celso Borges       |  |     |
| SZ               | 17 | Yeltsin Tejeda     |  | 75' |
| ÚZ               | 10 | Bryan Ruiz (c)     |  | 83' |
| ÚZ               | 7  | Christian Bolaños  |  | 89' |
| SÚ               | 9  | Joel Campbell      |  |     |
| Nahrazující:     |    |                    |  |     |
| ZÁ               | 22 | José Miguel Cubero |  | 75' |
| ÚT               | 21 | Marco Ureña        |  | 83' |
| ZÁ               | 11 | Michael Barrantes  |  | 89' |
| Trenér:          |    |                    |  |     |
| Jorge Luis Pinto |    |                    |  |     |

| Muž zápasu: Joel Campbell Asistenti rozhodčího: Mark Borsch Stefan Lupp Čtvrtý rozhodčí: Víctor Hugo Carrillo Pátý rozhodčí: Rodney Aquino |

### Anglie vs Itálie
Oba týmy se spolu střetly ve dvaceti čtyřech předchozích zápasech, včetně zápasu o třetí místo na Mistrovství světa 1990, kdy Itálie zásluhou Roberta Baggia a Salvatora Schillaciho zvítězila 2:1. Naposledy se mužstva utkala ve čtvrtfinále Mistrovství Evropy ve fotbale 2012, kde Itálie zvítězila po penaltovém rozstřelu 4:2.
| 14. června 2014 22:00 |        |                             |                                                                  |
| Anglie                | 1 : 2  | Itálie                      | Arena da Amazônia, Manaus diváci: 39 800 rozhodčí: Bjorn Kuipers |
| Sturridge 37'         | Zpráva | Marchisio 35' Balotelli 50' | Arena da Amazônia, Manaus diváci: 39 800 rozhodčí: Bjorn Kuipers |

| Anglie | Itálie |

| BR           | 1  | Joe Hart           |       |     |
| PO           | 2  | Glen Johnson       |       |     |
| SO           | 5  | Gary Cahill        |       |     |
| SO           | 6  | Phil Jagielka      |       |     |
| LO           | 3  | Leighton Baines    |       |     |
| SZ           | 4  | Steven Gerrard (c) |       |     |
| SZ           | 14 | Jordan Henderson   |       | 73' |
| PK           | 11 | Danny Welbeck      |       | 61' |
| ÚZ           | 19 | Raheem Sterling    | 90+2' |     |
| LK           | 10 | Wayne Rooney       |       |     |
| SÚ           | 9  | Daniel Sturridge   |       | 80' |
| Nahrazující: |    |                    |       |     |
| ZÁ           | 21 | Ross Barkley       |       | 61' |
| ZÁ           | 7  | Jack Wilshere      |       | 73' |
| ZÁ           | 20 | Adam Lallana       |       | 80' |
| Trenér:      |    |                    |       |     |
| Roy Hodgson  |    |                    |       |     |

| BR               | 12 | Salvatore Sirigu  |  |     |
| PO               | 4  | Matteo Darmian    |  |     |
| SO               | 15 | Andrea Barzagli   |  |     |
| SO               | 20 | Gabriel Paletta   |  |     |
| LO               | 3  | Giorgio Chiellini |  |     |
| PZ               | 8  | Claudio Marchisio |  |     |
| SZ               | 16 | Daniele De Rossi  |  |     |
| LZ               | 23 | Marco Verratti    |  | 57' |
| ÚZ               | 21 | Andrea Pirlo (c)  |  |     |
| DÚ               | 6  | Antonio Candreva  |  | 79' |
| SÚ               | 9  | Mario Balotelli   |  | 73' |
| Nahrazující:     |    |                   |  |     |
| ZÁ               | 5  | Thiago Motta      |  | 57' |
| ÚT               | 17 | Ciro Immobile     |  | 73' |
| ZÁ               | 18 | Marco Parolo      |  | 79' |
| Trenér:          |    |                   |  |     |
| Cesare Prandelli |    |                   |  |     |

| Muž zápasu: Mario Balotelli Asistenti rozhodčího: Sander van Roekel Erwin Zeinstra Čtvrtý rozhodčí: Walter López Pátý rozhodčí: Leonel Leal |

### Uruguay vs Anglie
Oba týmy se spolu střetly v předchozích deseti utkáních, včetně dvou Mistrovství světa (1954, čtvrtfinále: Uruguay 4:2 Anglie; 1966, základní skupina: Uruguay 0:0 Anglie). Uruguayský obránce Maximiliano Pereira byl suspendován na tento zápas, poté, co byl vyloučen v utkání proti Kostarice.
| 19. června 2014 21:00 |        |            |                                                                                |
| Uruguay               | 2 : 1  | Anglie     | Arena de São Paulo, São Paulo diváci: 62 575 rozhodčí: Carlos Velasco Carballo |
| Suárez 39', 85'       | Zpráva | Rooney 75' | Arena de São Paulo, São Paulo diváci: 62 575 rozhodčí: Carlos Velasco Carballo |

| Uruguay | Anglie |

| BR            | 1  | Fernando Muslera   |    |     |
| PO            | 22 | Martín Cáceres     |    |     |
| SO            | 13 | José María Giménez |    |     |
| SO            | 3  | Diego Godín (c)    | 9' |     |
| LO            | 6  | Álvaro Pereira     |    |     |
| SZ            | 20 | Álvaro González    |    | 79' |
| SZ            | 17 | Egidio Arévalo     |    |     |
| SZ            | 7  | Cristian Rodríguez |    |     |
| ÚZ            | 14 | Nicolás Lodeiro    |    | 67' |
| SÚ            | 9  | Luis Suárez        |    | 88' |
| SÚ            | 21 | Édinson Cavani     |    |     |
| Nahrazující:  |    |                    |    |     |
| ÚT            | 11 | Christian Stuani   |    | 67' |
| OB            | 4  | Jorge Fucile       |    | 79' |
| OB            | 19 | Sebastián Coates   |    | 88' |
| Trenér:       |    |                    |    |     |
| Óscar Tabárez |    |                    |    |     |

| BR           | 1  | Joe Hart           |     |     |
| PO           | 2  | Glen Johnson       |     |     |
| SO           | 5  | Gary Cahill        |     |     |
| SO           | 6  | Phil Jagielka      |     |     |
| LO           | 3  | Leighton Baines    |     |     |
| SZ           | 4  | Steven Gerrard (c) | 68' |     |
| SZ           | 14 | Jordan Henderson   |     | 87' |
| PK           | 19 | Raheem Sterling    |     | 64' |
| ÚZ           | 10 | Wayne Rooney       |     |     |
| LK           | 11 | Danny Welbeck      |     | 71' |
| SÚ           | 9  | Daniel Sturridge   |     |     |
| Nahrazující: |    |                    |     |     |
| ZÁ           | 21 | Ross Barkley       |     | 64' |
| ZÁ           | 20 | Adam Lallana       |     | 71' |
| ÚT           | 18 | Rickie Lambert     |     | 87' |
| Trenér:      |    |                    |     |     |
| Roy Hodgson  |    |                    |     |     |

| Muž zápasu: Luis Suárez Asistenti rozhodčího: Roberto Alonso Juan Carlos Yuste Čtvrtý rozhodčí: Alireza Faghani Pátý rozhodčí: Hassan Kamranifar |

### Itálie vs Kostarika
Oba týmy se spolu střetly pouze v jednom zápase a to v přátelském utkání v roce 1994, kde Itálie gólem Arrigo Sacchiho zvítězila 1:0.
Zápas na MS 2014 rozhodl vítězným gólem kapitán týmu Bryan Ruiz. Zároveň byl ohodnocen jako „muž zápasu“. Kostarika tak po Uruguayi zdolala dalšího favorita a bývalého mistra světa a zajistila si postup do osmifinále již po dvou zápasech. Tento výsledek také znamenal, že Anglie (2 zápasy, 0 bodů) definitivně ztratila naději na postup do osmifinále.
| 20. června 2014 18:00 |        |           |                                                                 |
| Itálie                | 0 : 1  | Kostarika | Arena Pernambuco, Recife diváci: 40 285 rozhodčí: Enrique Osses |
|                       | Zpráva | Ruiz 44'  | Arena Pernambuco, Recife diváci: 40 285 rozhodčí: Enrique Osses |

| Itálie | Kostarika |

| BR               | 1  | Gianluigi Buffon (c) |     |     |
| PO               | 7  | Ignazio Abate        |     |     |
| SO               | 15 | Andrea Barzagli      |     |     |
| SO               | 3  | Giorgio Chiellini    |     |     |
| LO               | 4  | Matteo Darmian       |     |     |
| DZ               | 16 | Daniele De Rossi     |     |     |
| SZ               | 21 | Andrea Pirlo         |     |     |
| SZ               | 5  | Thiago Motta         |     | 46' |
| PK               | 6  | Antonio Candreva     |     | 57' |
| LK               | 8  | Claudio Marchisio    |     | 69' |
| SÚ               | 9  | Mario Balotelli      | 69' |     |
| Nahrazující:     |    |                      |     |     |
| ÚT               | 10 | Antonio Cassano      |     | 46' |
| ÚT               | 22 | Lorenzo Insigne      |     | 57' |
| ÚT               | 11 | Alessio Cerci        |     | 69' |
| Trenér:          |    |                      |     |     |
| Cesare Prandelli |    |                      |     |     |

| BR               | 1  | Keylor Navas       |     |     |
| ST               | 3  | Giancarlo González |     |     |
| PO               | 15 | Cristian Gamboa    |     |     |
| SO               | 6  | Óscar Duarte       |     |     |
| SO               | 4  | Michael Umaña      |     |     |
| LO               | 15 | Júnior Díaz        |     |     |
| SZ               | 5  | Celso Borges       |     |     |
| SZ               | 17 | Yeltsin Tejeda     |     |     |
| PK               | 10 | Bryan Ruiz (c)     |     |     |
| LK               | 7  | Christian Bolaños  |     |     |
| SÚ               | 9  | Joel Campbell      |     |     |
| Nahrazující:     |    |                    |     |     |
| ZÁ               | 22 | José Miguel Cubero | 71' | 68' |
| ÚT               | 21 | Marco Ureña        |     | 74' |
| ÚT               | 14 | Randall Brenes     |     | 81' |
| Trenér:          |    |                    |     |     |
| Jorge Luis Pinto |    |                    |     |     |

| Muž zápasu: Bryan Ruiz Asistenti rozhodčího: Carlos Astroza Sergio Román Čtvrtý rozhodčí: Néant Alioum Pátý rozhodčí: Djibril Camara |

### Itálie vs Uruguay
Obě mužstva se spolu utkala v předchozích devíti zápasech, včetně dvou Mistrovství světa (1970, základní skupina: Itálie 0:0 Uruguay; 1990, osmifinále: Itálie 2:0 Uruguay). Jejich poslední střetnutí se uskutečnilo na Konfederačním poháru FIFA 2013 v zápase o třetí místo, kde Itálie vítězila po penaltovém rozstřelu 3:2.
Takticky vedený zápas, mezi těmito dvěma týmy (a bývalými světovými šampiony) šlo o přímý postup do osmifinále. Itálii stačila díky lepšímu skóre i remíza, Uruguay potřebovalo jakoukoli výhru. Utkání poznamenalo vyloučení italského záložníka Claudia Marchisia a také zkrat uruguayského kanonýra Luise Suáreze, který pokousal protihráče Giorgia Chielliniho a přesto nebyl vyloučen. Avšak po přehodnocení a prozkoumání tohoto prohřešku rozhodla disciplinární komise FIFA udělit mu přísný trest, ve kterém nesmí za Uruguay na mezinárodní scéně nastoupit v devíti utkáních a navíc má na čtyři měsíce zastavenou činnost ve všech fotbalových soutěžích. Italové inkasovali o chvíli později gól od Diega Godína po centru ze strany, který je poslal ze šampionátu domů.
| 24. června 2014 18:00 |        |           |                                                                 |
| Itálie                | 0 : 1  | Uruguay   | Arena das Dunas, Natal diváci: 39 706 rozhodčí: Marco Rodríguez |
|                       | Zpráva | Godín 81' | Arena das Dunas, Natal diváci: 39 706 rozhodčí: Marco Rodríguez |

| Itálie | Uruguay |

| BR               | 1  | Gianluigi Buffon (c) |     |     |
| SO               | 15 | Andrea Barzagli      |     |     |
| SO               | 19 | Leonardo Bonucci     |     |     |
| SO               | 3  | Giorgio Chiellini    |     |     |
| PZ               | 4  | Matteo Darmian       |     |     |
| SZ               | 23 | Marco Verratti       |     | 75' |
| SZ               | 8  | Claudio Marchisio    | 59' |     |
| LZ               | 2  | Mattia De Sciglio    | 77' |     |
| ÚZ               | 21 | Andrea Pirlo         |     |     |
| DÚ               | 17 | Ciro Immobile        |     | 71' |
| SÚ               | 9  | Mario Balotelli      | 22' | 46' |
| Nahrazující:     |    |                      |     |     |
| ZÁ               | 18 | Marco Parolo         |     | 46' |
| ÚT               | 10 | Antonio Cassano      |     | 71' |
| ZÁ               | 5  | Thiago Motta         |     | 75' |
| Trenér:          |    |                      |     |     |
| Cesare Prandelli |    |                      |     |     |

| BR            | 1  | Fernando Muslera    | 90+1' |     |
| PO            | 22 | Martín Cáceres      |       |     |
| SO            | 13 | José María Giménez  |       |     |
| SO            | 3  | Diego Godín (c)     |       |     |
| LO            | 6  | Álvaro Pereira      |       | 63' |
| PZ            | 20 | Álvaro González     |       |     |
| SZ            | 17 | Egidio Arévalo      | 46'   |     |
| LZ            | 7  | Cristian Rodríguez  |       | 78' |
| ÚZ            | 14 | Nicolás Lodeiro     |       | 46' |
| SÚ            | 9  | Luis Suárez         |       |     |
| SÚ            | 21 | Édinson Cavani      |       |     |
| Nahrazující:  |    |                     |       |     |
| OB            | 16 | Maximiliano Pereira |       | 46' |
| ÚT            | 11 | Christian Stuani    |       | 63' |
| ZÁ            | 18 | Gastón Ramírez      |       | 78' |
| Trenér:       |    |                     |       |     |
| Óscar Tabárez |    |                     |       |     |

| Muž zápasu: Gianluigi Buffon Asistenti rozhodčího: Marvin Torrentera Marcos Quintero Čtvrtý rozhodčí: Mark Geiger Pátý rozhodčí: Sean Hurd |

### Kostarika vs Anglie
Oba týmy se ještě nikdy předtím spolu nestřetly.
Tento zápas již nerozhodoval o postupu, Kostarika ho měla jistý a Anglie již na něj neměla šanci. I proto kouč Angličanů Roy Hodgson změnil sestavu oproti dřívějším zápasům. Anglie měla převahu, ale nedokázala se střelecky prosadit, utkání tak skončilo remízou 0:0. Kostarika se stala se sedmi body poněkud překvapivým vítězem skupiny.
| 24. června 2014 18:00 |        |        |                                                                           |
| Kostarika             | 0 : 0  | Anglie | Estádio Mineirão, Belo Horizonte diváci: 57 823 rozhodčí: Djamel Haimoudi |
|                       | Zpráva |        | Estádio Mineirão, Belo Horizonte diváci: 57 823 rozhodčí: Djamel Haimoudi |

| Kostarika | Anglie |

| BR               | 1  | Keylor Navas       |     |     |
| ST               | 3  | Giancarlo González | 60' |     |
| PO               | 16 | Cristian Gamboa    |     |     |
| SO               | 6  | Óscar Duarte       |     |     |
| SO               | 19 | Roy Miller         |     |     |
| LO               | 15 | Júnior Díaz        |     |     |
| DZ               | 5  | Celso Borges       |     | 78' |
| SZ               | 10 | Bryan Ruiz (c)     |     |     |
| SZ               | 17 | Yeltsin Tejeda     |     |     |
| DÚ               | 14 | Randall Brenes     |     | 59' |
| SÚ               | 9  | Joel Campbell      |     | 65' |
| Nahrazující:     |    |                    |     |     |
| ZÁ               | 7  | Christian Bolaños  |     | 59' |
| ÚT               | 21 | Marco Ureña        |     | 65' |
| ZÁ               | 11 | Michael Barrantes  |     | 78' |
| Trenér:          |    |                    |     |     |
| Jorge Luis Pinto |    |                    |     |     |

| BR           | 13 | Ben Foster        |     |     |
| PO           | 16 | Phil Jones        |     |     |
| SO           | 5  | Gary Cahill       |     |     |
| SO           | 12 | Chris Smalling    |     |     |
| LO           | 23 | Luke Shaw         |     |     |
| SZ           | 8  | Frank Lampard (c) |     |     |
| SZ           | 7  | Jack Wilshere     |     | 73' |
| PK           | 17 | James Milner      |     | 76' |
| ÚZ           | 21 | Ross Barkley      | 53' |     |
| LK           | 20 | Adam Lallana      | 57' | 62' |
| SÚ           | 9  | Daniel Sturridge  |     |     |
| Nahrazující: |    |                   |     |     |
| ZÁ           | 19 | Raheem Sterling   |     | 62' |
| ZÁ           | 4  | Steven Gerrard    |     | 73' |
| ÚT           | 10 | Wayne Rooney      |     | 76' |
| Trenér:      |    |                   |     |     |
| Roy Hodgson  |    |                   |     |     |

| Muž zápasu: Keylor Navas Asistenti rozhodčího: Redouane Achik Abdelhak Etchiali Čtvrtý rozhodčí: Alireza Faghani Pátý rozhodčí: Hassan Kamranifar |